# تسرپایا
تسرپایا (به صربی: Crepaja) یک روستا در صربستان است که در Kovačica Municipality واقع شده‌است. تسرپایا ۴٫۸۵۵ نفر جمعیت دارد.